# Lorenzo Bonincontri
Lorenzo Bonincontri, o Bonincontro, latinizado como Laurentius Bonincontrius (San Miniato, 23 de febrero de 1410 – Roma, 1491), fue un astrólogo, un humanista y un histórico italiano del siglo XV.

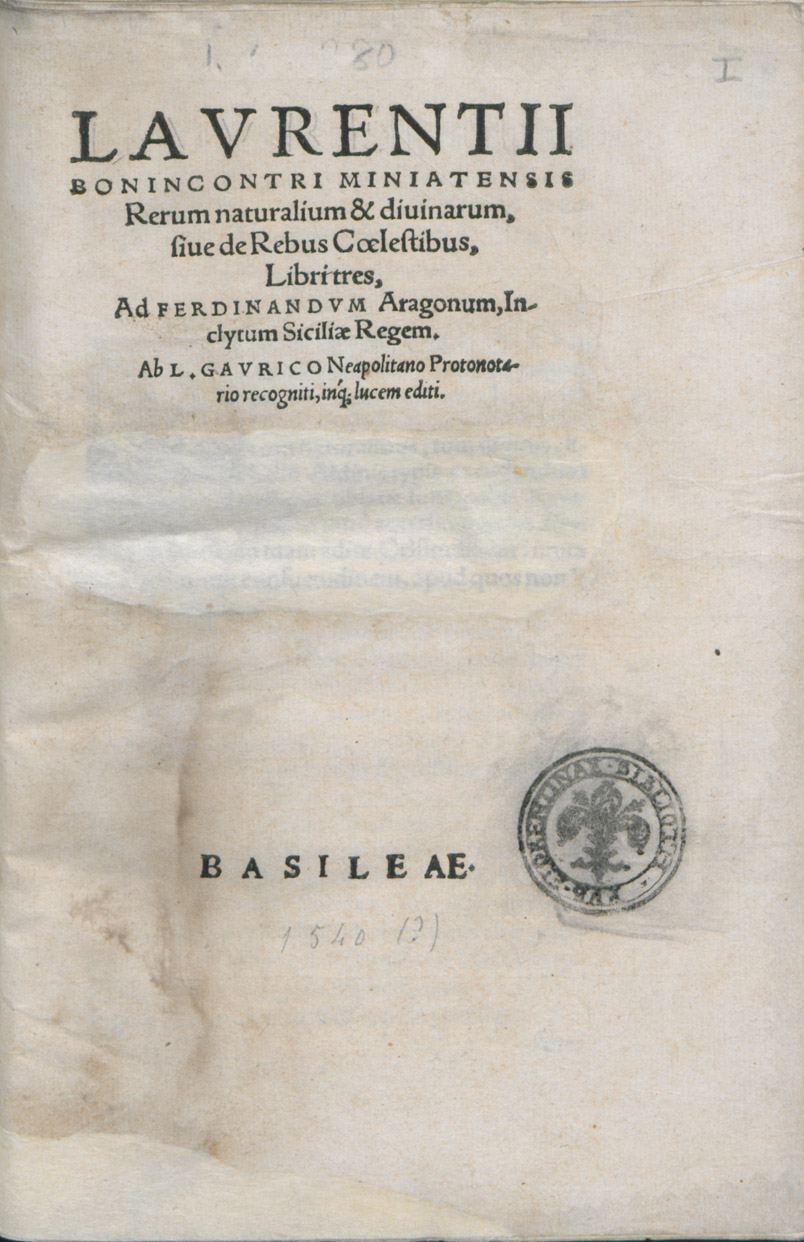
De rebus coelestibus, 1540

## Biografía
Nació en el 1410 a San Miniato. Vivió en diferentes ciudades de Italia: Nápoles (1450-75), Florencia (1475-78) y Roma, donde escribió parte de su obra. Falleció probablemente en el 1491 a Roma.

## Obras
- Rerum naturalium libros, Nápoles, 1469-1472. Poema en hexámetros  latinos.
- De rebus coelestibus, aureum opusculum, 1472-1475. Poema en tres libros de argumento filosófico-astrologico dedicado a Ferdinando II de Cataluña-Aragón.
  - De rebus coelestibus, Gaurico, Venecia, 1526
  - De rebus coelestibus. Basilea: Robert Winter. 1540.
- Chronicon (crónica desde 903 al 1458)
- De ortu Regum Neapolitanorum (o Historia utriusque Siciliae), en 10 libros, Firenze, 1739-1740. Historia del rey de Nápoles y Sicilia.

## Otros proyectos
- Wikisource contiene una página dedicada a Lorenzo Bonincontri

- Datos: Q11933911
- Multimedia: Lorenzo Bonincontri / Q11933911